# Jana Šušteršič
Jana Šušteršič (Ljubljana, 21. septembar 1985) je slovenačka pevačica. Bila je pevačica grupe Neverne bebe, koju je napustila u maju 2011. godine.

## Biografija
Rođena je 21. septembra 1985. u Ljubljani. Prve tri godine živela je u Libiji, potom godinu dana u Ljubljani. Usled razvoda roditelja, 1989. godine dolazi u Beograd.
Išla je u osnovnu školu „Marko Orešković“ na Novom Beogradu i uporedo u osnovnu muzičku školu „Kosta Manojlović”. U šestom razredu prelazi u muzičku školu „Dr. Vojislav Vučković“, gde do kraja srednje škole klavir uči kod profesora Dejana Stošića.
Kao veoma talentovan pijanista učestvovala je na dosta domaćih i međunarodnih takmičenja, od kojih bi trebalo izdvojiti II nagradu u Strezi (Italija i I mesto u Parizu (Francuska).
Po završetku srednje škole, sa 17 godina, upisuje muzičku akademiju u Beogradu kao 3. na listi od skoro sto konkurisanih mladih pijanista, gde nastavlja studije kod profesora Stošića.
Prvi (i jedini pre ulaska u Neverne bebe) rok bend u kom je Jana bila, bio je bend „Euterpha“, koji je osnovala zajedno sa svojim starim društvom. Bend je postojao 6 meseci i za to vreme postao dosta zapažen u domenu klupskih svirki Beograda.
2003. godine odlazi na takmičenje mladih talenata („3K dur“) gde pobeđuje u svojoj emisiji. Dan posle snimanja pozvao je Milan Đurđević sa idejom da razgovaraju o budućoj saradnji.
Jana je debitovala sa svojom (takođe novom) koleginicom Jelenom Pudar u Herceg Novom 5. jula 2003.
2014. godine je ponovo dospela u žižu javnosti, kako u Sloveniji, tako i u Srbiji, pobedivši u šovu Slovenija ima talent, slovenačkoj verziji talent-šoua Ja imam talenat!. Nakon toga je 15. januara 2015. objavljeno da će biti jedna od osam učesnika slovenačkog muzičkog festivala Evrovizijska Melodija (ЕМА) putem kojeg će biti izabran predstavnik Slovenije na Pesmi Evrovizije 2015.
U 2019. godini izvela je pesmu Viktorija na Beoviziji, nacionalnu selekciju Srbije za Pesmu Evrovizije 2019, gde je stigla do finala do 10. mesta.

## Festivali
- 2015. EMA - Glas srca
- 2017. Slovenska popevka - Sama
- 2019. Beovizija  - Viktorija

## Singlovi
- 2018. Bar da odeš (duet sa Sergejem Ćetkovićem)

## Spoljašnje veze
- Biografija Jane Šušteršič na sajtu www.neverne-bebe.com
- Janin lični sajt